# Jacques Delisle
Pour les articles homonymes, voir Delisle.
Jacques Delisle, né le 4 mai 1935 à Montréal et mort en août 2024, est un homme de loi canadien.
En 1983, il est président de la Commission permanente de révision du Code civil. De 1985 à 1992, il est juge à la Cour supérieure du Québec et de 1992 à 2009, juge à la Cour d'appel du Québec où il rend certaines des décisions les plus importantes.
Il est aussi connu pour avoir été accusé du meurtre de sa femme et condamné à la suite d'un procès hypermédiatisé.

## Biographie
Jacques Delisle naît le 4 mai 1935 à Montréal,.

### Arrestation et condamnation pour meurtre
En 2010, il a été arrêté puis accusé d'avoir assassiné sa femme le 12 novembre 2009. Lors du procès en 2012, son avocat plaide que sa femme s'est plutôt suicidée. Le 14 juin 2012, un jury le trouve coupable de meurtre prémédité et il reçoit une peine de prison à perpétuité sans possibilité de libération conditionnelle avant 25 ans. La Cour d'appel du Québec rejette son appel en 2013.
L'arrestation, le procès et la condamnation du juge Delisle ont créé une onde de choc dans le milieu judiciaire canadien, puisque jamais auparavant au pays un juge n'avait fait face à une accusation de meurtre.

### Autorisation de nouveau procès et libération
Le 7 avril 2021, le ministre fédéral de la justice David Lametti annonce par voie de communiqué qu'il y aura un nouveau procès pour cet ancien juge affirmant « qu'il y a des motifs raisonnables de conclure qu'une erreur judiciaire s'est probablement produite dans le dossier de M. Delisle et qu'un nouveau procès est nécessaire ».
Il a été libéré le 8 avril 2022 à la suite d'un arrêt des procédures, en raison de la négligence grave d'un expert du ministère public lors de l'autopsie de sa femme. Cet expert a omis de « recueillir, conserver, documenter et photographier » des éléments de preuve en lien avec l'autopsie.
La cause a cependant été portée en appel par le procureur de la couronne et une audience a eu lieu le 22 novembre 2022. La Cour d'appel du Québec vient cependant d'infirmer la décision du juge de première instance, ce qui ouvre la voie à un nouveau procès et un retour en Cour supérieure. Jacques Delisle a indiqué par le biais de son avocat qu'il ferait appel à la Cour suprême du Canada afin de rétablir l'arrêt des procédures qui avait été prononcé.
Le 14 mars 2024, Jacques Delisle a finalement plaidé coupable à une accusation réduite d'homicide involontaire, à la suite d'un accord intervenu entre la défense et le DPCP. Bien que les parties ne s'entendent pas sur la trame des faits, elles s'accordent pour dire que leurs deux versions peuvent correspondre à la définition de ce chef d'accusation. À noter que ce même jour, la Cour suprême du Canada devait communiquer sa décision à savoir si elle acceptait d'entendre l'appel formulé par Jacques Delisle qui souhaitait rétablir l'arrêt des procédures qui avait été prononcé en Cour supérieure, mais annulée par la suite par la Cour d'appel du Québec.
Le juge s'est donc rangé derrière la proposition de peine commune des parties. Prenant en considération le temps purgé à la suite de sa première condamnation, Jacques Delisle n'aura donc eu à passer que quelques heures en détention à la suite de l'audience.

### Mort
Jacques Delisle meurt au mois d'août 2024, âgé de 89 ans.